# Wasil Taha
Wasil Taha (en arabe : واصل طه, en hébreu : וואסל טאהה), né le 24 avril 1952 à Kafr Kanna, est un homme politique arabe israélien membre du parti Balad et de la Knesset.

## Biographie
Né à Kafr Kanna en 1952, Wasil Taha étudie le Moyen-Orient à l'université de Haïfa, et obtient un baccalauréat en arts.
Il entre à la Knesset pour la première fois à la suite des élections législatives israéliennes de 2003, sur la liste Balad. Il retrouve son siège lors des élections législatives israéliennes de 2006. Il crée une controverse en juillet 2006 en déclarant que l'enlèvement de soldats de Tsahal par des militants palestiniens est légitime.
Taha vit à Kafr Kanna, il est marié et a quatre enfants.